# Tellervo

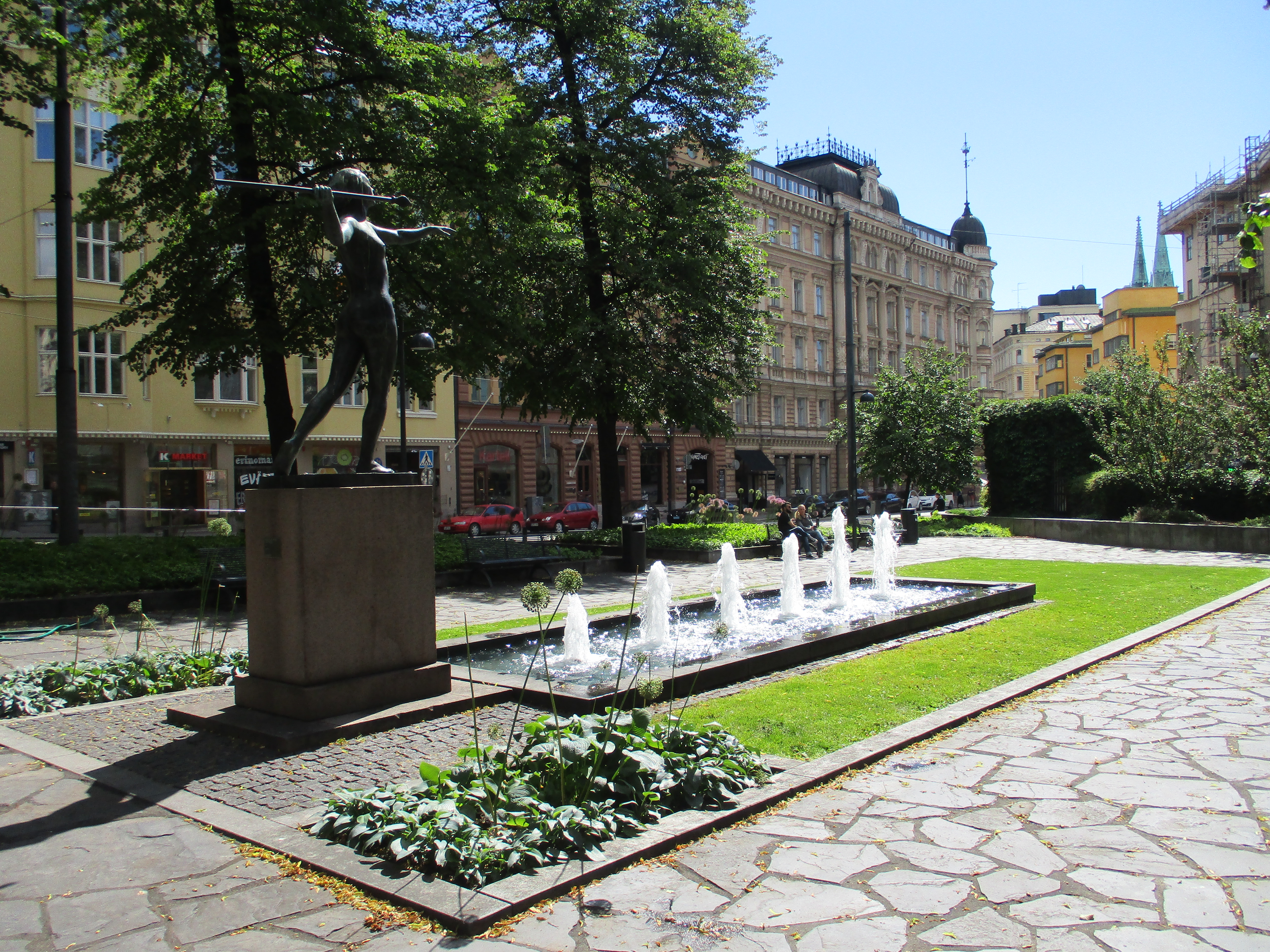
Monumento finlandés representando a Tellervo

Tellervo es un espíritu o diosa de la mitología finlandesa del bosque, hija de Tapio y Mielikki. La tradición cita que vestía siempre de oro y plata.